# Municipio de Haninge
Haninge es un municipio de Suecia, en la provincia de Estocolmo. Está ubicada al sur de Estocolmo y es la municipalidad más grande en tamaño físico de la región metropolitana. Su centro administrativo está ubicado en Handen.
El escudo lleva un urogallo de donde el nombre ha derivado como en sueco la palabra hane significa gallo). Mientras que el ancla simboliza la base naval donde está acantonada en la municipalidad.

## Demografía
| Gráfica de evolución de Municipio de Haninge entre 1970 y 2021 |
|                                                                |

## División administrativa
A partir de 2016 el municipio se reestructuró dividiéndose en seis distritos:
- Dalarö
- Jordbro
- Muskö
- Ornö
- Utö
- Västerhaninge
- Österhaninge